# (8477) Андрейкиселёв
(8477) Андрейкиселёв (лат. Andrejkiselev) — типичный астероид главного пояса, открыт 6 сентября 1986 года советским астрономом Людмилой Журавлёвой в Крымской астрофизической обсерватории и 18 марта 2003 года назван в честь педагога Андрея Киселёва.

## Обнаружение и именование
(8477) Андрейкиселёв
Открыт 6 сентября 1986 года в Крымской астрофизической обсерватории Л. В. Журавлёвой.
Андрей Петрович Киселёв (1852—1940) был русским учителем математики. Более 50 лет ученики русской средней школы учились по его учебникам. Его учебник по алгебре переиздавался 42 раза, а учебник по геометрии — 24 раза, последний раз в 1980 году.
Оригинальный текст (англ.)8477 Andrejkiselev
Discovered 1986 Sept. 6 by L. V. Zhuravleva at the Crimean Astrophysical Observatory.
Andrej Petrovich Kiselev (1852—1940) was a Russian teacher of mathematics. For more than 50 years, pupils in Russian secondary school learned from his textbooks. His algebra textbook was reprinted 42 times and his geometry textbook 24 times, most recently in 1980.
Источники: 20030318/MPCPages.arc; M.P.C. 48154.

## Орбита

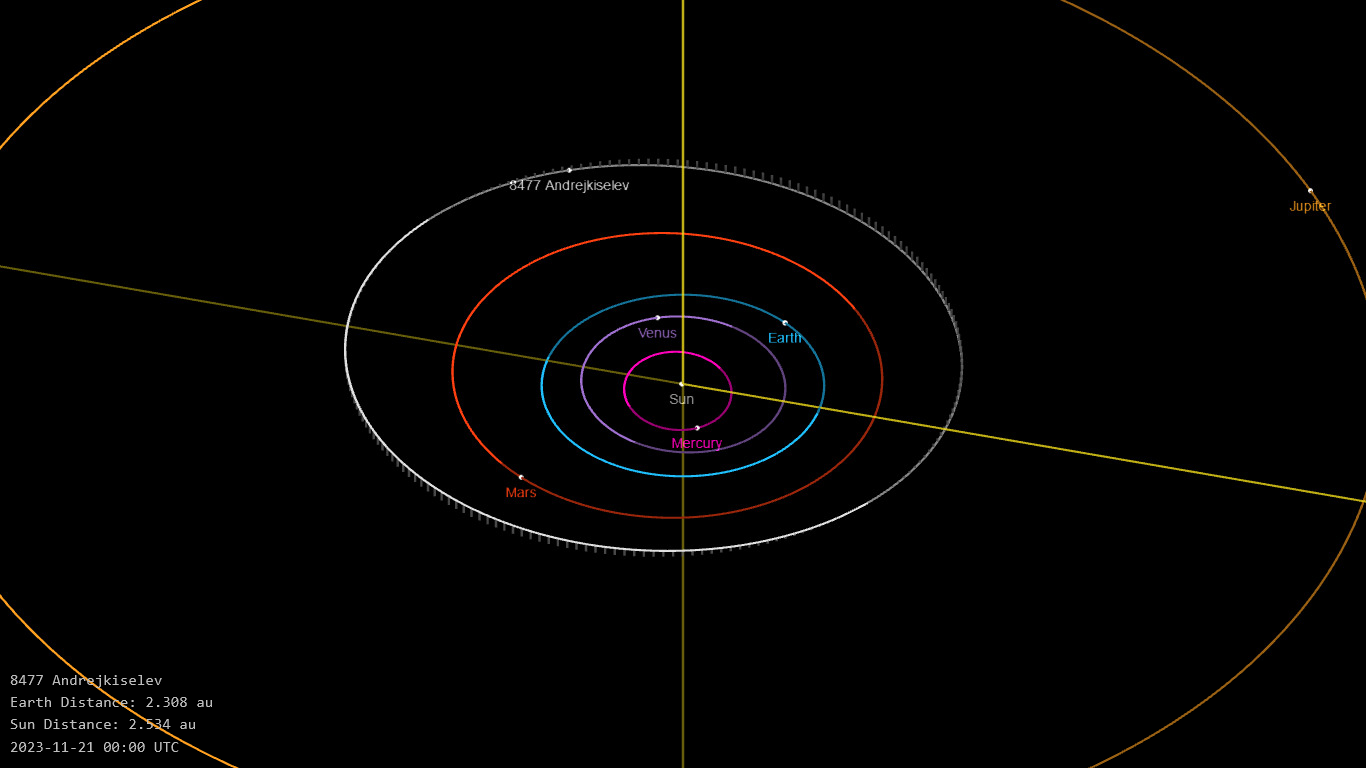
Орбита астероида Андрейкиселёв и его положение в Солнечной системе

## Физические характеристики
Из наблюдений телескопа VISTA следует, что астероид относится к таксономическому классу S.
По результатам наблюдений системы последнего оповещения о столкновении астероида с Землей Asteroid Terrestrial-impact Last Alert System абсолютная звёздная величина астероида оценивалась равной 14,85±0,110m и 14,53±0,168m.